# قیام بلخاب
قیام بلخاب یک شورش توسط هزاره‌ها در ولسوالی بلخاب در استان سرپل افغانستان علیه طالبان بود. رهبری آن را مهدی مجاهد بر عهده داشت و پس از تصرف ولسوالی بلخاب توسط نیروهای مهدی مجاهد در ۲۳ جون ۲۰۲۲ آغاز شد.
در ابتدا، طالبان زمانی که مهدی مجاهد علیه آنها اعلام جنگ کرد، جدی نگرفتند. پس از اینکه او جنگجویان خود را جمع کرد و به سرعت ولسوالی بلخاب زادگاهش را کنترل کرد، طالبان نیروهای خود را مستقر کردند و به‌طور گسترده‌ای از مهدی و شبه نظامیانش بیشتر شدند.

## زمینه
تنش بین طالبان و مهدی مجاهد، تنها فرمانده شیعه هزاره آنها، پس از تسلط طالبان بر افغانستان زمانی آغاز شد که رهبری آنها تلاش کرد تا کنترل بیشتری بر استخراج زغال‌سنگ در بلخاب به دست آورد. هم فرماندهان محلی طالبان و هم مقامات دولت قبلی از کامیون‌های زغال‌سنگ در مسیرشان به پاکستان مالیات گرفته بودند، اما مهدی مجاهد علیرغم درخواست‌های دولت از انجام این کار خودداری کرده بود.
محدودیت طالبان زمانی بود که او علناً شروع به مطالبه حقوق هزاره‌ها و مسلمانان شیعه و مخالفت با بسته شدن مدارس دخترانه کرد که دلیلی برای برکناری او از سمت رئیس اطلاعات خود در ولایت بامیان بود. سپس مهدی مجاهد با طالبان اعلام جنگ کرد و ولسوالی بلخاب را تصرف کرد و ولسوال طالبان را برکنار کرد و یک هزاره شیعه را از درون نیروهای خود به جای او گذاشت. طالبان تمام راه‌های دسترسی به بلخاب را بسته‌اند. ازبک‌های طالبان از ولایت‌های جوزجان و فاریاب از اعزام هیچ جنگجوی برای دستگیری مهدی خودداری کردند.

## جنگ
در ۲۳ جون ۲۰۲۲، طالبان تلاش کردند تا به نیروهای مهدی مجاهد در بلخاب حمله کنند، اگرچه آنها حتی نتوانستند وارد بلخاب شوند. مهدی مجاهد به سرعت از NRF حمایت کرد، و محمد محقق، سیاستمدار محبوب هزاره که به طالبان هشدار داد که اگر برای مهدی مجاهد اتفاقی بیفتد، «به معنای جنگ با مردم هزاره خواهد بود». مهدی مجاهد گفت که نیروهایش دو حمله تهاجمی طالبان در ۲۳ جوزا و یک حمله تهاجمی را در صبح روز ۲۴ جوزا دفع کردند و تعداد قابل توجهی از جنگجویان طالبان را کشته‌اند. دو طرف در مناطق دره دزدان، دوزدان دره، قم کوتل و آب کلان درگیر شدند و ده‌ها کشته و زخمی گزارش شده و طالبان تلفات بیشتری نیز داشته‌اند. یک منبع نزدیک به مهدی مجاهد مدعی شد که نیروهای طالبان پس از مواجهه با تلافی شدید نیروهای مهدی در بلخاب از چندین جبهه عقب‌نشینی کرده‌اند.
در ۲۵ ژوئن، طالبان یک حمله هوایی به خانه مهدی مجاهد انجام دادند، هرچند نه او و نه خانواده اش زخمی یا کشته نشدند.
در ۳ جولای، جنگجویان طالبان ۹ تن از جنگجویان مهدی مجاهد را که تسلیم شده بودند، اعدام کردند. جنگجویان طالبان نیز جنایات زیادی را علیه غیرنظامیان هزاره مرتکب شدند.
در ۶ جولای، طالبان تقریباً ۸۰۰۰ جنگجو را در ولسوالی بلخاب مستقر کردند و خروج و ورود هر کسی را ممنوع کردند. طالبان همچنین تمام اینترنت بلخاب را قطع کردند. مهدی مجاهد از جنگجویان خود خواست که امید خود را از دست ندهند و دوباره متحد شوند و بلخاب را از طالبان پس بگیرند.
در اوایل جولای، طالبان روستای گلوارز در نزدیکی باخلاب را به عنوان بخشی از یک کمپین عمومی علیه شورشیان باخلاب تصرف کردند. بر اساس گزارش‌ها، چندین جنایات جنگی توسط طالبان علیه جمعیت عمدتاً هزاره در طول مبارزات انتخاباتی انجام شد که باعث فرار پناهجویان به ولایات همجوار شد. درگیری با پیروزی طالبان و کشته شدن مهدی مجاهد پایان یافت.

## جنایات جنگی و نقض حقوق بشر
در نواحی روستایی اطراف ولسوالی بلخاب، طالبان در جریان درگیری‌ها یک سری جنایات جنگی را علیه جمعیت شیعه هزاره مرتکب شدند. در ۲۹ جون ۲۰۲۲، کمیسیون مستقل حقوق بشر افغانستان (AIHRC) اعلام کرد که طالبان غیرنظامیان و اسیران جنگی را اعدام کرده، خانه‌های غیرنظامیان را آتش زده و زیرساخت‌های غیرنظامی را بمباران کرده‌است. کمیسیون مستقل حقوق بشر افغانستان اقدامات طالبان را به عنوان جنایات جنگی طبقه‌بندی کرد. تا اول جولای، ۲۳ غیرنظامی کشته شده توسط طالبان شناسایی شده‌اند و ۲۹ غیرنظامی ناشناس باقی مانده‌اند. در ۲ جولای، ۱۵۰ غیرنظامی توسط طالبان کشته و تعدادی نیز شکنجه شده بودند. سید علی سیستانی حدود ۱۰۰۰ بسته مواد غذایی و سایر نیازهای اولیه را برای هزاره‌های آواره ارسال کرد و بنیاد بابا مزاری نیز حدود ۸۰ بسته را ارسال کرد.
سایر سوء استفاده‌ها عبارتند از:
- پخش موسیقی و رقص در مساجد شیعیان، حوزه‌های علمیه شیعیان و مدارس متعلق به هزاره‌ها قبل از تبدیل آنها به پایگاه‌های نظامی.[۲۵]
- کشتن هزاره‌ها به خاطر قومیتشان.[۲۶]
- تصرف خانه‌ها و موترهای ملکی هزاره.[۲۷]
- فرار صدها خانواده به کوهستان و عدم دسترسی امدادگران به آنها که منجر به مرگ ۳ نوزاد شد.[۲۸]